# Iglesia de Notre-Dame d'Harscamp
La iglesia de Notre-Dame d'Harscamp, anteriormente Saints-Pierre-et-Paul, ubicada en la rue Saint-Nicolas, en el corazón del antiguo Namur, es una iglesia de estilo renacentista, construida en 1750. Clasificado como patrimonio importante de Valonia en 193, fue desconsagrada en 2004, y en la actualidad se utiliza para actividades culturales bajo el nombre de 'Espace culturel d'Harscamp'.

## Origen e historia
Una antigua colegiata de la Alta Edad Media fue sustituida por la iglesia construida por los Hermanos Menores Recoletos hacia 1224. Sobre esta se erigio la nueva iglesia de Notre-Dame.con planos elaborados por el arquitecto Jean Maljean y el se inaugura en 1750. Fue consagrada por el obispo de Namur, Paul-Godefroi de Berlo de Franc-Douaire, el 13 de enero de 1753.
Cuando fue desconsagrada en el 2004 las dos parroquias ('Notre-Dame' y 'Saint-Nicolas') se hermanaron, con lugar de culto en la iglesia de Saint-Nicolas, que se encuentra en la misma calle.

## Arquitectura
.La fachada, de estilo renacentista clásico, lucía los escudos de armas de los hermanos menores Récollets y de Carlos de Lorena que fueron dañados durante la Revolución Francesa.

## Patrimonio
Gran parte del mobiliario procede de la antigua iglesia de los monjes franciscanos . muebles XVIII es en su mayor parte obra de Denis-Georges Bayar, un artista de Namur de la misma parroquia de Notre-Dame.
- El altar mayor proviene de la iglesia anterior. La base de mármol está rematada por una obra de madera pintada ; se debe a Denis-Georges Bayar . De él son también el banco de comunión, cerrando el coro, en mármol negro de Saint-Remy y las dos estatuas en él, 'Fe' y 'Esperanza'.
- La sillería del coro está realizada en madera de roble finamente trabajada, aunque ha conservado su aspecto sobrio y tosco.
- Las pinturas que adornan las paredes del coro son obras de Joseph van Severdonck . Ilustran escenas de la vida de la Virgen María
- Entre las lápidas de importantes familias de Namur, destacamos especialmente las del marqués de Namur, Guillaume I (1324-1391), de su esposa Catalina de Saboya (+1388) y de su hijo Guillaume II (1345-1418).
- El biombo es grande. Data de la segunda mitad del XVIII, porta excelentes órganos .